# Красимир Димитров
Красимир Любенов Димитров е български юрист-цивилист, общественик и университетски преподавател. Декан на Юридическия факултет на Русенски университет „Ангел Кънчев“.

## Биография
Завършил е право в Софийски университет. Специализирал е във Вашингтон и Ню Йорк.
От 1992 г. е редовен асистент по гражданско и семейно право в Юридическия факултет на СУ. Преподава още в Университета за национално и световно стопанство, Варненския икономически университет, Военна академия „Георги Раковски“, Великотърновския университет „Св. св. Кирил и Методий“ и Русенския университет „Ангел Кънчев“. През 1998 г. Димитров е избран за заместник-декан на Юридическия факултет на Русенския университет, а понастоящем изпълнява длъжността научен секретар. През 1999 година учредява в Русе фондация „Правна клиника“, съвместно с Американската асоциация на юристите.
От 1997 до 2003 г. Димитров е член на експертните работни групи, подготвящи редица законопроекти в Народното събрание. Участва в работната група за защита на личните данни в Европейския съюз по чл.29 от Директива на Европейския парламент и Съвета 95/46 ЕО. Член е на Международната работна група по защита на личните данни в телекомуникациите и на Експертната група по защита на личните данни в EURODAC. От 2002 г. е избран от парламента за член на Комисията за защита на личните данни и преизбран за втори мандат през декември 2007 година.